# ポワゾン
『ポワゾン』（原題：Original Sin）は、2001年のアメリカ映画。原作はウィリアム・アイリッシュの『暗闇へのワルツ』。1969年のフランス映画『暗くなるまでこの恋を』のリメイク作品。
日本ではR-18指定となっている。

## ストーリー
舞台は、1880年代のキューバ。ハバナの監獄で処刑を待つボニー・カッスルが、修道士に過去を告白するという形で、物語は始まる。
ルイス・バーガスは、サンチアゴでコーヒー輸出商社を共同経営する裕福な事業家。独身の彼は、アメリカから花嫁を迎えることにした。幾度かの文通のあとに、ジュリア・ラッセルは、サンチアゴへやってきた。だが、港でみつけた彼女は、もらっていた写真とは別の美人だった。彼女が言うには、彼女の姿形だけを目当てにする男性を避けるために、叔母の写真を送ったのだと。ルイスもまた、彼自身をコーヒー輸出商社の事務員と紹介していたのだが、それは、彼の財産目当ての女性を避けるためだった。二人は、お互いをうけいれ、その日のうちに、教会で結婚式をあげ、正式に夫婦となったのだった。しかし、ある日、彼の元に、デラウェアにいるジュリアの姉のエミリー・ラッセルから、ジュリアからの音信がまったくないと手紙が来る。そこで、ルイスは、ジュリアに返事を書くようにさとし、ジュリアは手紙を書く。それから、数週間後、今度はルイスの会社事務所に、エミリー・ラッセルが直接訪ねてきた。彼女によると、ジュリアが書いたという手紙は、ジュリアの筆跡ではない、という。ルイスは、あわてて自宅に帰ると、妻の姿はどこにもなく、結婚指輪だけが残されており、しかも彼の銀行口座から有り金のほぼすべてが引き出されていた。
茫然自失のルイスは、私立探偵ダウンズに協力を依頼し、ジュリアと名乗っていた女の行方を追って復讐しようとする。しかし、その一方で彼女を愛する気持ちを捨て去ることができないルイスは、実際に彼女を見つけると、ルイスを本気で愛しているとの彼女の言葉を鵜呑みにしてよりを戻してしまう。しかし、ジュリアを名乗っていた女ボニーは、ダウンズと名乗っていた男ビリーと共犯関係にあると同時に夫婦同然の関係にあったのだ。
ボニーとよりを戻したルイスに、ダウンズ（ビリー）はボニーを警察に突き出すと言う。ダウンズともみ合ったルイスは、咄嗟にダウンズを撃ち殺してしまい、殺人犯の逃亡者としてボニーと隠れ暮らすようになる。しかし、ルイスの銃はダウンズがあらかじめ空砲にすり替えており、ダウンズはルイスを追いつめるために死んだ振りをしただけだったのだ。ビリーはボニーにルイスの金を使い切って更に金を絞り出させるように迫る。ルイスを本気で愛するようになっていたボニーは拒むものの、結局はダウンズの言いなりとなる。殺人犯になってしまったと思い込んでいるルイスは、ダウンズの計画通り、自分の会社を整理して金を持ち出す。ところがある夜、ルイスは、ボニーとビリーが密会している上、自分を殺そうとしていることを知ってしまう。全てを失ったルイスはボニーに愛を告げると、彼女が用意した毒入りコーヒーをそれと分かった上で飲む。瀕死のルイスを助けようと連れ出したボニーの前にダウンズが現れ、彼女を連れ去ろうとする。ルイスは実弾の入った銃でダウンズを撃つ。そこに警察が現れると、ボニーはルイスの手から銃を奪い、警官らの目の前でダウンズを射殺する。ルイスはボニーの腕の中で息絶える。
処刑の日、ボニーの語った「愛の話」に感銘を受けた修道士が彼女のふりをし、ボニーを逃がしていたことが判明する。それからしばらくして、ボニーはモロッコにいた。そして、彼女と共にいたのはルイスで、2人はいかさまギャンブラーとして暮らしていたのだ。

## キャスト
| 役名                                       | 俳優                     | 日本語吹替 | 日本語吹替   |
| 役名                                       | 俳優                     | ソフト版   | テレビ東京版 |
| ------------------------------------------ | ------------------------ | ---------- | ------------ |
| ルイス・アントニオ・バルガス               | アントニオ・バンデラス   | 草刈正雄   | 東地宏樹     |
| ジュリア・ラッセル / ボニー・キャッスル    | アンジェリーナ・ジョリー | 菊川怜     | 深見梨加     |
| ビリー / ウォルター・ダウンズ / メフィスト | トーマス・ジェーン       | 森川智之   | 山路和弘     |
| アラン・ジョーダン                         | ジャック・トンプソン     | 福田信昭   | 小川真司     |
| ワース大佐                                 | グレゴリー・イッツェン   | 伊藤和晃   | 中村秀利     |
| オーガスタ・ジョーダン                     | アリソン・マッキー       | 宮寺智子   |              |
| サラ                                       | ジョーン・プリングル     | 滝沢ロコ   | 磯辺万沙子   |
| エミリー・ラッセル                         | コーデリア・リチャーズ   | 佐藤しのぶ | 高島雅羅     |

- テレビ東京版：初回放送2005年12月15日『木曜洋画劇場』